# Kafr Ni'ma
Kafr Ni'ma (àrab: كفر نعمة, Kafr Niʿma) és una vila palestina de la governació de Ramal·lah i al-Bireh, al centre de Cisjordània, situada a 13 kilòmetres al nord-oest de Ramal·lah. Segons l'Oficina Central d'Estadístiques de Palestina (PCBS), tenia 4.799 habitants en 2016.

## Història

### Època del Mandat Britànic
En el cens de Palestina de 1931, organitzat per les autoritats del Mandat Britànic, la població de Kfar Ni'ma era de 681 habitants, en 170 cases.

### Després de 1948
En la vespra de guerra araboisraeliana de 1948, i després dels acords d'armistici araboisraelians de 1949, Kafr Ni'ma fou ocupada pel regne haixemita de Jordània. Després de la Guerra dels Sis Dies de 1967 va romandre sota l'ocupació israeliana.